# Premier ministre de Curaçao
Le Premier ministre de Curaçao (en papiamento : Promé Minister di Kòrsou) est le chef du gouvernement de Curaçao, un des quatre États constitutifs du royaume des Pays-Bas.

## Historique
Le 10 octobre 2010, après la dissolution de la fédération des Antilles néerlandaises, le territoire de Curaçao devient un État constitutif du royaume des Pays-Bas doté de son propre gouvernement dirigé par le Premier ministre, nommé par le Parlement insulaire, les États de Curaçao.

## Liste des Premiers ministres
| Portrait | Portrait | Nom                | Mandat    | Mandat             | Mandat             | Parti       |
| Portrait | Portrait | Nom                | Élections | Début              | Fin                | Parti       |
| -------- | -------- | ------------------ | --------- | ------------------ | ------------------ | ----------- |
| 1        |          | Gerrit Schotte     | 2010      | 10 octobre 2010    | 29 septembre 2012  | MFK         |
| 2        |          | Stanley Betrian    | Intérim   | 29 septembre 2012  | 31 décembre 2012   | Indépendant |
| 3        |          | Daniel Hodge       | 2012      | 31 décembre 2012   | 7 juin 2013        | Indépendant |
| 4        |          | Ivar Asjes         | -         | 7 juin 2013        | 1er septembre 2015 | OV          |
| 5        |          | Ben Whiteman       | -         | 1er septembre 2015 | 23 décembre 2016   | OV          |
| 6        |          | Hensley Koeiman    | 2016      | 23 décembre 2016   | 24 mars 2017       | MAN         |
| 7        |          | Gilmar Pisas       | Intérim   | 24 mars 2017       | 29 mai 2017        | MFK         |
| 8        |          | Eugene Rhuggenaath | 2017      | 29 mai 2017        | 14 juin 2021       | PAR         |
| 9        |          | Gilmar Pisas       | 2021      | 14 juin 2021       | en fonction        | MFK         |